# Judith Harms
Judith Harms, bürgerlich Paula Elly Adolfine Harms-Hinzpeter geb. Köhnke (* 27. September 1910 in Hamburg; † 26. Februar 1958 in Ost-Berlin), war eine deutsche Schauspielerin und Hörspielsprecherin.

## Leben
Judith Harms wurde als Tochter eines Zugführers geboren. An der Hamburgischen Staatsoper besuchte sie zunächst die Opernchorschule, am Düsseldorfer Robert-Schumann-Konservatorium erfolgte in späteren Jahren ihre Ausbildung zur Gesangssolistin. Als solche wie auch als Chorsängerin trat sie bis zur Schließung aller deutschen Theater 1944 unter anderem am Stadttheater Lübeck, am Opernhaus Düsseldorf und an der Hamburger Schilleroper auf.
Nach 1945 arbeitete Harms vorwiegend als Schauspielerin. Eine erste Station war das Landestheater Altenburg, wo sie in der Titelrolle von Bertolt Brechts Mutter Courage und ihre Kinder zu sehen war. 1950 kam Harms nach Berlin, dort spielte sie zunächst an der Neuen Bühne und führte Regie beim Deutschen Veranstaltungsdienst. In der Spielzeit 1952/53 wirkte sie am Maxim-Gorki-Theater, danach wechselte sie an das Deutsche Theater, wo sie neben anderen Rollen die Marthe Schwerdtlein in Goethes Faust und die Megära in Androklus und der Löwe von George Bernard Shaw verkörperte.
Nur wenige Male stand Judith Harms in den 1950er-Jahren vor der Kamera. Neben ihrer Rolle als Rosa Luxemburg in dem DEFA-Spielfilm Ernst Thälmann – Sohn seiner Klasse, war sie in diversen Folgen der Stacheltier-Reihe zu sehen. Daneben wirkte sie in derselben Zeit in einigen Hörspielproduktionen des DDR-Rundfunks mit.
1958 erlag Judith Harms erst 47-jährig einem Krebsleiden.

## Filmographie
- 1953–1957: Das Stacheltier (6 Folgen)
- 1954: Ernst Thälmann – Sohn seiner Klasse
- 1955: Marysa
- 1956: Junges Gemüse
- 1957: Die Leute auf Dangaard

## Hörspiele
- 1953: Die Rosenbergs – Autor: Maximilian Scheer – Regie: Peter Brang
- 1954: Energie – Autor: Julius Hay – Regie: Wolfgang Schonendorf und Helmut Hellstorff
- 1956: Stützen der Gesellschaft – Autor: Henrik Ibsen – Regie: Herwart Grosse
- 1956: Wolfgang Amadeus Mozart – Autor: Béla Balász – Regie: Joachim Witte
- 1956: Legende von der Liebe – Autor: Nazim Hikmet – Regie: Otto Dierichs
- 1957: Nekrassow – Autor: Jean-Paul Sartre – Regie: Erich-Alexander Winds
- 1957: Sein letztes Gespräch – Autor: Fritz Gay – Regie: Peter Brang